# Senke von Gmünd
Die Senke von Gmünd (auch Gmünder Senke) ist ein Becken im nordwestlichen Waldviertel in Niederösterreich.
Sie besteht aus den Niederungen beiderseits der Lainsitz und erstreckt sich bis nach Tschechien, wo sie den südlichen Teil des Wittingauer Beckens darstellt. In dem seit dem Mesozoikum bis ins Tertiär mit Wasser gefüllten Becken lagerten sich Tone, Schluffe und Sande ab, wodurch sich dieser Landschaftsraum deutlich von seiner Umgebung unterscheidet. Es ist morphologisch arm an Strukturen, besteht überwiegend aus Wiesen und Äckern, die wiederum durch ihren Artenreichtum hervorstechen. Hier befindet sich auch das Naturschutzgebiet Lainsitzniederung, das auf tschechischer Seite durch den UNESCO-Biosphärenreservats Třeboňsko fortgesetzt wird, einem der sechs Biosphärenreservate Tschechiens.
Im Norden grenzt daran das Litschauer Ländchen, im Süden das sich bis zum Freiwald hin erstreckende Lainsitz – Zwettler Hochland und im Osten bildet die Europäische Hauptwasserscheide zwischen Donau und Elbe die Grenze.